# Luis Oro Giral
Luis Antonio Oro Giral (Zaragoza, 13 de junio de 1945) es un científico español especializado en química organometálica y catálisis homogénea.

## Carrera científica
Estudió química en la Universidad de Zaragoza, obteniendo su licenciatura en 1967, y su doctorado en 1970. Realizó estudios posdoctorales en la Universidad de Cambridge (1972-1973). Tras ocupar varias posiciones académicas en las universidades de Zaragoza, Complutense de Madrid y Santander, desempeña desde 1982 la cátedra de Química Inorgánica en la Universidad de Zaragoza. Ha sido profesor visitante invitado en varias universidades extranjeras.
Sus contribuciones científicas se resumen en más de 500 artículos científicas, seis libros, diez revisiones, diez capítulos en libros colectivos y dos patentes. Su obra científica goza de prestigio internacional y ha sido distinguido como Highly Cited Researcher por ISI Web of Knowledge, reconocimiento otorgado a los 250 químicos más citados en la literatura mundial desde 1981. Forma parte de varios comités científicos, así como del consejo asesor de prestigiosas publicaciones especializadas.
En el período 1987-1994 fue director general de Investigación Científica y Técnica del Ministerio de Educación y Ciencia de España, y secretario general del Plan Nacional de Investigación Científica y Desarrollo Tecnológico. Fue presidente de la Real Sociedad Española de Química entre 2001 y 2005.
En el ámbito europeo ha sido vicepresidente de la European Science Foundation y miembro de la European Science and Technology Assembly de la Unión Europea. Actualmente es presidente de la Unión Editorial Europea de Sociedades Químicas (EUChemSoc) y, desde octubre de 2008, presidente de la European Association for Chemistry and Molecular Sciences (EuCheMS).

### Academias científicas (membresía)
- Deutsche Akademie der Naturforscher Leopoldina,
- Académie de Sciences de Francia,
- Academia Europea,
- Hungarian Academy of Sciences,
- European Academy of Sciences,
- New York Academy of Sciences,
- Real Academia de Ciencias de Zaragoza.

### Premios y distinciones
- Medalla Echegaray en reconocimiento a sus aportaciones científicas de primer nivel a la comunidad internacional, así como a su importante contribución al desarrollo de la ciencia en España (2025).[3]
- Premio Nacional de Investigación «Enrique Moles» en ciencia y tecnología químicas (2007).
- Schulich Lecturership, Technion - Israel Institute of Technology (2007).
- Premio a la investigación y medalla de oro de la Real Sociedad Española de Química (2007).
- Medalla de Oro de la Ciudad de Zaragoza (2007).
- Doctor honoris causa, Université de Rennes (2005).
- Medalla Sacconi (2003).
- Japan Society for the Promotion of Science Invitation Award (2003).
- Elhuyar-Goldschmidt Lecturership (2002).
- Chemical Research Lecturership Award, Taiwán (2002).
- Betancourt-Perronet Prize (2001).
- Aragón Prize (2001).
- Premio Rey Jaime I (1999)[4]
- Pacific North West Inorganic Lectureship (1998).
- Premio Miguel Catalán-Paul Sabatier Prize (1997).
- Premio Humboldt (1995).
- Premio Solvay (1989).
- Calle en Zaragoza, en el barrio de la Universidad (anteriormente denominada Teniente Catalán).